# Cmentarz mariawicki w Sosnowcu
Cmentarz mariawicki pod wezwaniem Matki Bożej Różańcowej w Sosnowcu – nieistniejący założony na początku XX wieku, cmentarz Kościoła Starokatolickiego Mariawitów położony niegdyś w Sosnowcu, na terenie parafii Kościoła Starokatolickiego Mariawitów w Sosnowcu. Z powodu braku finansów na utrzymanie nekropolii oraz stopniowego zaniku członków parafii mariawickiej w Sosnowcu dokonano ekshumacji znajdujących się na cmentarzu szczątków ludzkich, które przeniesiono na cmentarz w Gniazdowie pod Koziegłowami.

## Historia
Niewielki sosnowiecki cmentarz pod wezwaniem Matki Bożej Różańcowej, należący do Starokatolickiego Kościoła Mariawitów przy ulicy Plonów, powstał w 1906 r. Wtedy także utworzono sosnowiecką parafię mariawicką. W kolejnych latach liczba wiernych systematycznie zmieszała się. Brak funduszy na utrzymanie cmentarza spowodował, iż nekropolia stopniowo popadała w ruinę. W 1997 roku wyremontowano mur i bramę cmentarza, jednak nie udało się ponownie go otworzyć. Ostatecznie dokonano ekshumacji znajdujących się na cmentarzu szczątków ludzkich, które przeniesiono na cmentarz mariawicki w Gniazdowie. Obecnie teren byłego cmentarza jest wyrównany i utwardzony żużlem, pozostała jedynie stara tablica informacyjna na kutej bramie wjazdowej.